# Secteur bancaire à Maurice
Les  institutions financières opérant à Maurice  doivent avoir l’aval de la Banque de Maurice pour commencer leurs opérations. 
Les institutions bancaires opérant à Maurice et à Rodrigues au 30 juin 2007 sont :
- Bank of Baroda
- Banque des Mascareignes Ltee
- Barclays Bank PLC
- Deutsche Bank (Mauritius) Limited
- First City Bank Ltd
- Habib Bank Limited
- HSBC Bank (Mauritius) Limited
- Indian Ocean International Bank Limited
- Investec Bank (Mauritius) Limited
- Mauritius Post and Cooperative Bank Ltd
- P.T Bank Internasional Indonesia
- SBI International (Mauritius) Ltd.
- South East Asian Bank Ltd
- Standard Bank (Mauritius) Limited
- Standard Chartered Bank (Mauritius) Limited
- State Bank of Mauritius Ltd
- The Hongkong and Shanghai Banking Corporation Limited
- The Mauritius Commercial Bank Ltd.

Institutions non-bancaire de dépôt
- ABC Finance & Leasing Ltd.
- Barclays Leasing Company Limited
- Capital Leasing Ltd
- Finlease Company Limited
- Cim Leasing Ltd
- Global Direct Leasing Ltd
- La Prudence Leasing Finance Co. Ltd
- Mauritius Housing Company Ltd
- Mauritian Eagle Leasing Company Limited
- SBM Lease Limited
- SICOM Financial Services Ltd
- The Mauritius Civil Service Mutual Aid Association Ltd
- The Mauritius Leasing Company Limited

Bureaux de Change
- Change Express Ltd
- Max & Deep Co Ltd

Foreign Exchange Dealers
- British American Exchange Co. Ltd
- Edge Forex Limited
- Rogers Investment Finance Ltd
- Thomas Cook (Mauritius) Operations Company Limited
- Shibani Finance Co. Ltd